# Nazi Paikidze
Nazi Paikidze, conosciuta anche come Nazi Paikidze-Barnes (in georgiano ნაზი პაიკიძე?, Nazi P'aik'idze, in russo Нази Нодаровна Паикидзе-Барнс?, Nazi Nodarovna Paikidze-Barns; Irkutsk, 27 ottobre 1993), è una scacchista georgiana con cittadinanza russa, maestro internazionale e grande maestro femminile.
Ha raggiunto nel gennaio del 2011 la 35ª posizione del ranking mondiale femminile. Dal 2015 gioca per la Federazione scacchistica degli Stati Uniti d'America, è stata due volte campionessa femminile statunitense.

## Biografia
Di madre biochimica e padre ingegnere meccanico, quest'ultimo le ha insegnato a giocare a scacchi a 4 anni. Nel 1997 la famiglia si è trasferita a Tbilisi, in Georgia, dove è cresciuta con doppia cittadinanza, georgiana e russa.
Nella scuola elementare di Tbilisi gli scacchi erano materia curricolare (ebbe a dichiarare che "Ogni famiglia in Georgia possiede un set di scacchi e sa come si gioca: tutti nel paese conoscono i nomi e i volti dei migliori giocatori georgiani"), che divenne la sua preferita. Notatone il talento, il suo insegnante di scacchi suggerì ai genitori la possibilità di considerare per la figlia l'attività a livello professionistico. Iniziò quindi a studiare con un allenatore professionista nel 1999, ottenendo rapidi progressi.
Nel 2006 la famiglia si è trasferita a Mosca, per le locali migliori possibilità di sviluppo sue e del fratello, giocatore di calcio.
Ha studiato negli Stati Uniti presso l'Università del Maryland, nella contea di Baltimora, la cui squadra di scacchi (alla quale si è unita nell'autunno 2012) vanta numerose vittorie nel Pan American Intercollegiate Team Chess Championship e nella President's Cup. Dal 2016 è insegnante per giovani talenti presso la ChessUniversity.com.
È sposata con l'ingegnere statunitense Greg Barnes, conosciuto all'Università. La coppia vive nell'area di Las Vegas.

## Carriera

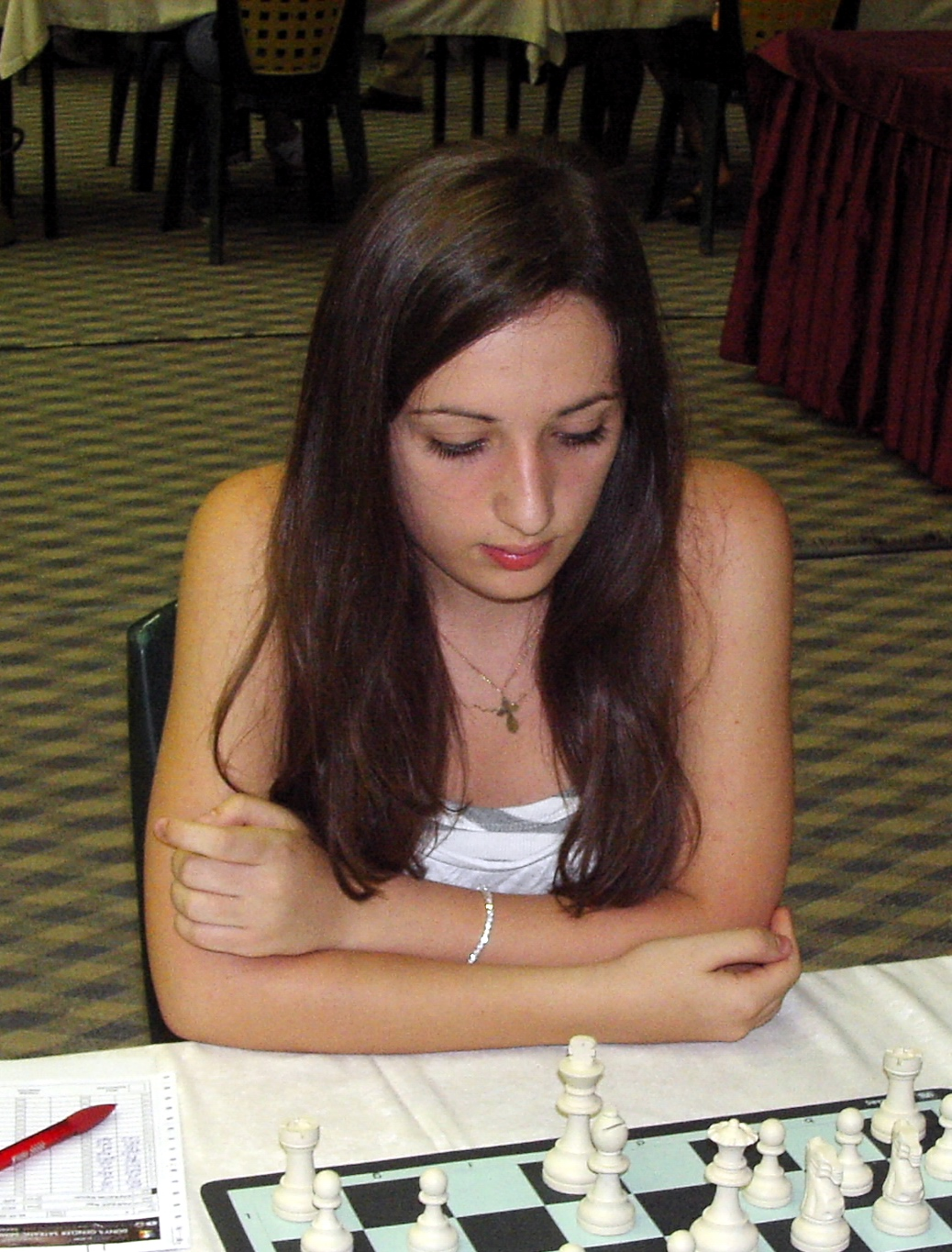
Nel 2008 durante il Mondiale juniores di Gaziantep

### Giovanili e juniores
Ha ottenuto il primo successo in un evento internazionale nel 2003, vincendo a Budua il Campionato europeo giovanile nella sezione U10 femminile, vittoria che le è valsa il titolo di Maestro FIDE Femminile. 
Nel 2008 ha iniziato ad essere seguita, tra gli altri, dal Grande Maestro russo Vladimir Belov.
Tra Campionati europei giovanili, Campionati mondiali giovanili e Campionati mondiali juniores ha vinto 12 medaglie, delle quali 6 d'oro, nella sezione femminile. Nel dettaglio:
- Campionati europei giovanili: 4 ori (Budua 2003, U10) (Herceg Novi 2005, U12) (Sebenico 2007, U14) (Castelnuovo 2008, U16).
- Campionati mondiali giovanili: 3 bronzi (Kallithea 2003, U10; Batumi 2006, U14; Adalia 2009, U16), 1 argento (Belfort 2005, U12), 2 ori (Kemer 2007, U14; Vũng Tàu 2008, U16).
- Campionati mondiali juniores: 2 bronzi (Gaziantep 2008; Madras 2011).[6]

### Eventi individuali
Nel febbraio 2008 prende parte alla sezione B dell'Open Aeroflot, che chiude 16ª su 135 partecipanti con 6 punti su 9.
Nel 2009 è giunta =2º nel Campionato georgiano femminile alle spalle di Maia Lomineishvili. Lo stesso anno le viene riconosciuto il titolo di Maestro Internazionale Femminile.
Tra il gennaio e il febbraio 2010 ha vinto (7,5 su 9) a pari merito con Salome Melia il Moscow open C, riservato alle donne. In giugno ha vinto (7,5 su 9) il Women's Moscow Championship davanti a Irina Zakurdjaeva. In luglio con 6,5 su 9 è 7ª su 76 nel 5th Open di Breslavia. Di agosto è vittoria nel 60º Women's RUS Championship "Higher League" (7 su 9, davanti a Ol'ga Girja e Tat'jana Šadrina), mentre sono di novembre il 4º posto (6,5 su 11, a mezzo punto da Tat'jana Kosinceva, Alisa Galliamova e Natal'ja Pogonina) nella superfinale del Campionato russo femminile e il 54º su 275 partecipanti (5,5 su 9) al Chigorin Memorial.
A seguito delle norme ottenute nell'Open Aeroflot del 2008, nel Campionato georgiano femminile del 2009 e nel Moscow Open del 2010 la FIDE le ha riconosciuto in aprile il titolo di Grande Maestro Femminile.

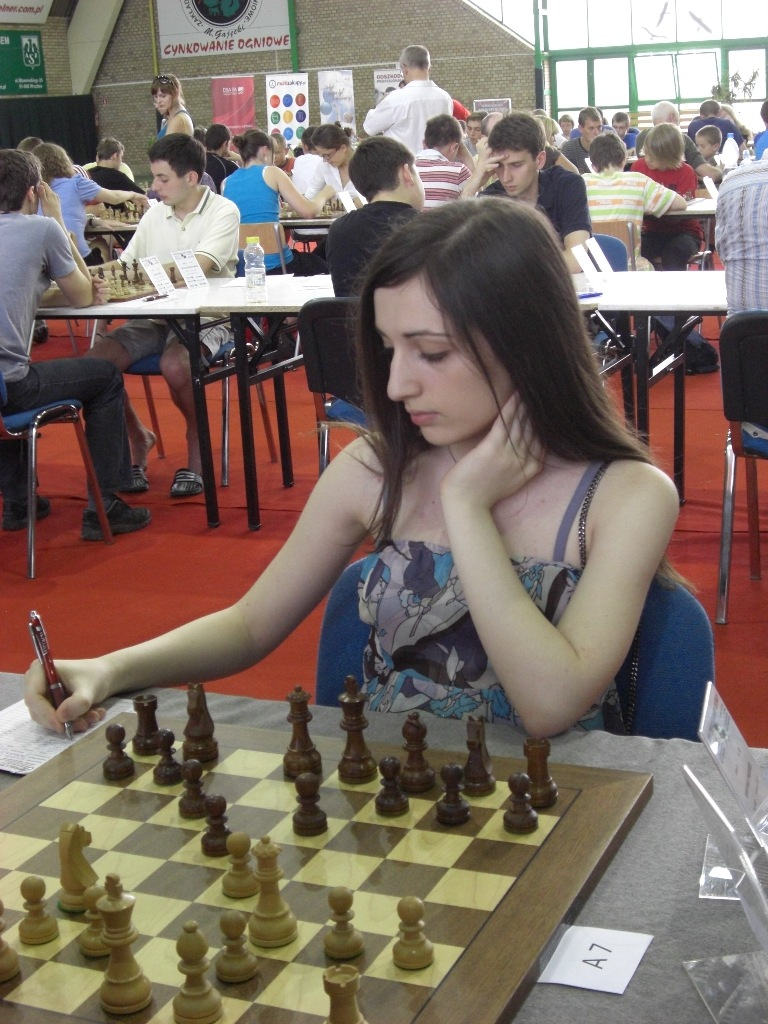
Nel 2010 durante l'Open di Breslavia

È del 2011 la partecipazione al Campionato europeo femminile di Tbilisi. I 6,5 punti in 11 turni le valgono il 28º posto su 130 partecipanti e una norma da Maestro Internazionale. Partecipa inoltre all'Oslo Chess International Tournament, nell'omonima capitale della Norvegia, Open nel quale ottiene 6 punti su 9 (+4 -1 =4) e il 9º posto su 58 partecipanti, e, tra agosto e settembre, al Torneo internazionale di Alghero, che conclude =10º-15º con 5 punti.
Nel 2012, in possesso di 4 norme a fronte delle 3 richieste ed avendo infine superato i 2400 punti Elo necessari, la FIDE le ha riconosciuto in febbraio il titolo di Maestro Internazionale. In marzo partecipa al Campionato europeo femminile di Gaziantep: conclude 35ª su 103 partecipanti, con 6 punti su 11, 2½ dalla vincitrice Valentina Gunina. Nella stessa occasione si svolgono anche gli Europei individuali femminili rapid e blitz. Giunge 20ª su 46 (6 su 11, la vincitrice è stata la russa Tat'jana Kosinceva con 9 punti) nella prima specialità e 22ª su 41 (10,5 su 20, si è imposta Valentina Gunina con 15 punti) nella seconda.
Dopo essersi trasferita nel 2013 a Baltimora è passata alla Federazione statunitense nell'ottobre 2014, diventando quindi, con 2339 punti, la 4ª giocatrice della nazione.
Nel 2015 esordisce a Saint Louis nel Campionato statunitense femminile, concludendolo =2º (assieme a Kateřina Němcová) con 7,5 su 11, ad un punto dalla vincitrice Irina Krush. Dello stesso anno è il =1º-3º posto (4 su 5) nel Boardwalk Open di Galloway, nel New Jersey. Il miglior spareggio tecnico rispetto al Grande Maestro Sergey Kudrin e al Maestro FIDE Igor Sorkin le ha fatto ottenere un bonus nel montepremi.
Nell'aprile 2016 ha vinto il Campionato statunitense femminile con 8,5 su 11 superando di mezzo punto la WGM Tatev Abrahamyan, per poi ottenere il 2º posto nel 2017 (7 su 11, ad un punto da Sabina-Francesca Foisor). Sempre nel 2017 partecipa al St. Louis Spring Classic (Group B), che la vede giungere penultima con 1 su 9 (+0 -7 =2).
Ha nuovamente vinto il Campionato statunitense femminile nel 2018 (8 su 11), battendo la WIM Annie Wang in una partita Armageddon dopo che una coppia di partite rapid si era conclusa per 1-1.
Dopo una pausa dalle competizioni ufficiali a tavolino da maggio 2018 disputa nuovamente il Campionato statunitense femminile nell'ottobre 2021, evento che la vede giungere ottava con 4,5 su 11 (+1 =7 -3).

### Eventi a squadre

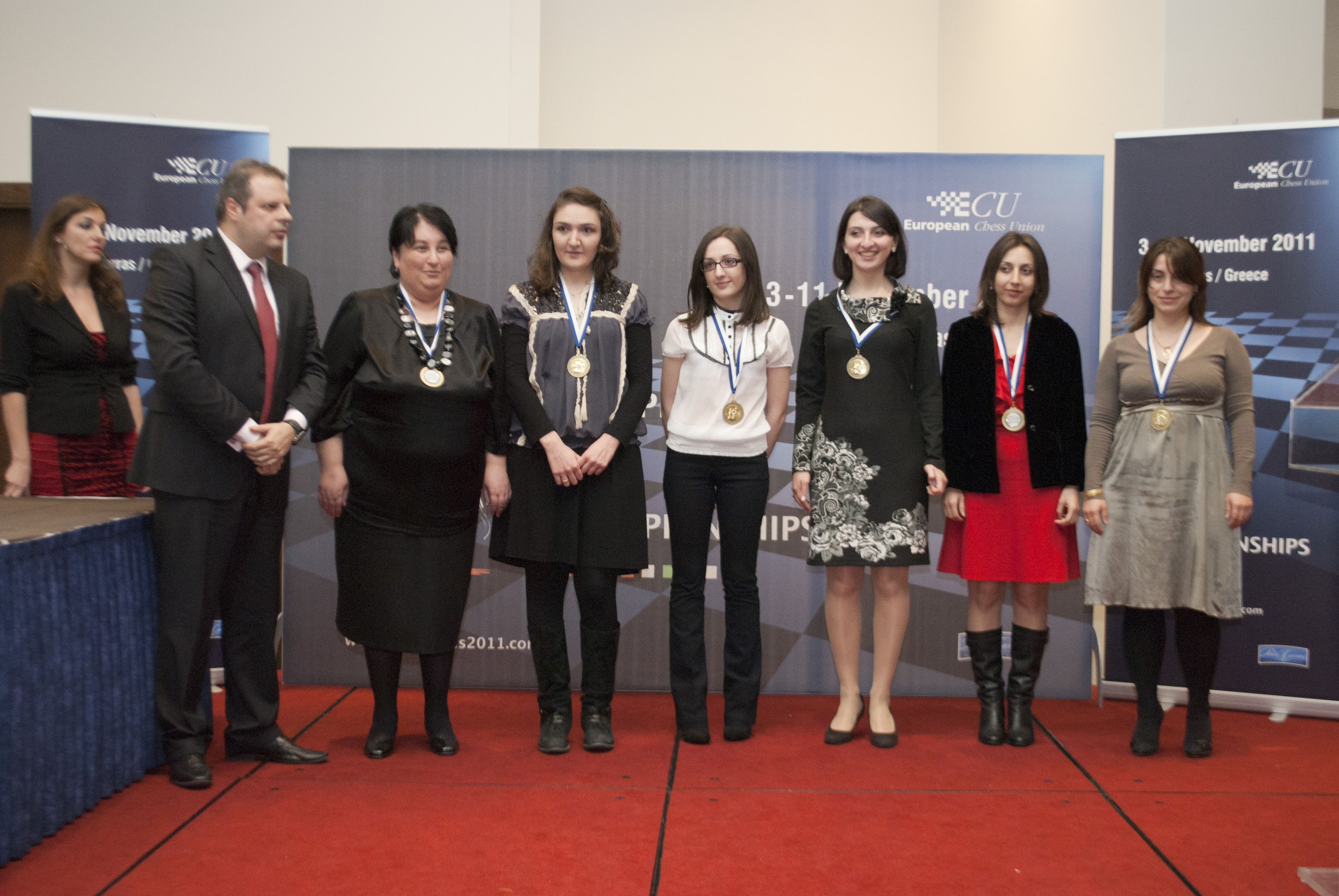
Campionato europeo a squadre di Porto Carras 2011: la Georgia vincitrice del bronzo: (da sinistra a destra) Nino Gurieli (Capitano non giocatore), Nana Dzagnidze, Nazi Paikidze, Salome Melia, Lela Javakhishvili e Nino Khurtsidze

#### Nazionale
Ha fatto parte, unica sua presenza con la Nazionale georgiana, come terza scacchiera della rappresentativa femminile durante il Campionato europeo a squadre di Porto Carras 2011, ottenendo 1 vittoria, 1 patta e tre 3 sconfitte, vincendo la medaglia di bronzo di squadra e giungendo 14ª nella classifica individuale.
Con Nazionale statunitense ha preso parte come seconda scacchiera femminile alle Olimpiadi di Baku 2016 che hanno visto gli USA giungere 6º. Ha ottenuto 5,5 punti nelle 10 partite disputate (+4 =3 -3, 12ª tra le seconde scacchiere).
È stata riserva nelle Olimpiadi online del 2021, ha ottenuto 5 punti (+4 =2 -0) nel girone iniziale e successivamente 1 (+1 -1) nei quarti (contro Dinara Säduakasova, Kazakistan), 0 (-2) in semifinale (Dronavalli Harika, India) e ½ (=1) in finale (Aleksandra Kostenjuk, Russia),  ottenendo quindi l'argento di squadra.

#### Club
Nel luglio 2012 gioca a Konya per la Manisa T.S Alyans Spor Kulübü durante la TÜRKİYE İŞ BANKASI SATRANÇ LİGİ (Lega scacchistica della Banca di Turchia). Ottiene 7 punti nelle 9 partite giocate (+5 =4 -0) e il terzo posto come U20 femminile. La squadra chiuderà l'evento 9ª su 14 partecipanti.
Nell'aprile 2012 gioca a Soči per la YNAO, Yamal durante il 13º Campionato femminile russo a squadre. Con +1 =2 -4 chiude con 2 punti nelle 6 partite giocate. La squadra si classificherà 5ª su 7.
Ha inoltre fatto parte nel 2018 della Las Vegas Desert Rats nella Pro Chess League, un campionato a cadenza rapid (15+2) disputato su internet sul server Chess.com. Ha ottenuto 3 punti nelle 12 partite disputate. La squadra ha chiuso ultima del girone con 1 vittoria e 8 sconfitte.

## Controversie

### Il boicottaggio del Mondiale 2017
Il suo =2º posto al Campionato statunitense del 2015 le ha dato il diritto di partecipare al Mondiale femminile 2017 di Teheran. Ha rinunciato alla partecipazione dichiarando "Non indosserò l'hijab supportando in tal modo l'oppressione delle donne, anche se significherà non partecipare ad uno degli eventi più importanti della mia carriera" e "È assolutamente inaccettabile ospitare uno dei più importanti tornei femminili in una sede dove, ad oggi, le donne sono obbligate a coprirsi con un hijab. Capisco e rispetto le differenze culturali. Ma il mancato rispetto di queste norme può portare all'arresto e i diritti delle donne sono grandemente limitati a livello generale. Per le donne di tutto il mondo giocare qui non è sicuro". Ha lanciato senza successo una petizione su change.org, che ha superato le 15.000 firme, chiedendo che la sede di gioco venisse cambiata. Ha ottenuto il "supporto incondizionato" della Federazione Statunitense, oltre che di importanti grandi maestri quali il russo Garry Kasparov e il britannico Nigel Short. Anche i grandi maestri femminili Carla Heredia Serrano e Jennifer Shahade si sono espresse a suo favore. Ad aderire al boicottaggio, vista la condizione della donna in Iran, sono state l'ucraina già Campionessa mondiale femminile Mariya Muzychuk, il grande maestro indiano vice campionessa del mondo nel 2011 Humpy Koneru e la 7 volte Campionessa statunitense Irina Krush.